# 지방도 제924호선
지방도 제924호선은 경상북도 문경시 모전동 모전오거리와 안동시 와룡면 태리를 잇는 경상북도의 지방도이다.

## 연혁
- 2003년 2월 20일 : 종점을 안동시 서후면 저전리에서 안동시 와룡면 태리로 10.7 km 구간 연장. 이에 따라 '점촌 ~ 서후선'에서 '점촌 ~ 와룡선'이 됨.[1]
- 2014년 9월 4일 : 서후 ~ 와룡간 도로(안동시 와룡면 이하리 ~ 태리) 3.24 km 구간 개통[2]
- 2014년 12월 18일 : 영순 ~ 개포간 도로(문경시 영순면 오룡리 ~ 예천군 용궁면 향석리) 2.493 km 구간 개통[3]
- 2018년 11월 15일 : 노선 기점을 문경시 영신동에서 문경시 모전동으로 5.2 km 연장.[4]
- 2021년 12월 6일 : 노선명을 '점촌 ~ 와룡선'에서 '모전 ~ 와룡선'으로 변경 및 총 연장을 76.19km에서 81.21km로 변경함.[5]
- 2022년 2월 17일 : 기존 예천군 호명면 본포삼거리 ~ 홍구동삼거리 ~ 괴정 교차로 구간을 지방도 지정에서 해제하고 어신 교차로 ~ 경북도청신도시 ~ 한옥호텔네거리 ~ 도청신도시IC 교차로 구간으로 노선 변경[6]
- 2022년 6월 15일 : 국도28호선 ~ 신도시 연결도로(예천군 지보면 어신리 ~ 호명면 금능리) 4.633km 구간 확장 개통[7]
- 2023년 10월 26일 : 노선 총 연장을 81.21km에서 79.8km로 변경[8]

## 주요 경유지
- 문경시
  - 점촌동 모전오거리 - 모전교 - 점촌중앙시장 - 중앙지하차도 - 중앙 교차로 - 영순교
  - 영순면 영순교 - 김용리 - 의곡사거리 - 의곡리 - 사근리 - 금림리 - 오룡보건진료소 - 오룡삼거리 - (미개통 구간: 오룡리)
- 예천군
  - 용궁면 (미개통 구간: 무이리 - 향석리) - 향석리 - 회룡포여울마을체험학교(구 향석초등학교) - 대은리 - 대은교
  - 개포면 대은교 - 황산리 - 가곡리 - 개포 교차로 - 예천요(구 개포초등학교) - 신음리 - 우감삼거리 - 우감리 - 이사리 - 경진리 - 경진삼거리 - 경진교
  - 호명읍 경진교 - 원곡리 - 본포삼거리
  - 지보면 송평리 - 어신교차로
  - 호명읍 금능리 - 제2행정타운네거리 - 경북도서관
- 안동시
  - 풍천면 경북도청시외버스정류장 - 경상북도청 - 신도시교차로
  - 풍산읍 도청신도시 교차로 - 소산2교 - 매곡교 - 안교사거리 - 안교리 - 하리삼거리 - 풍산초등학교앞 - 풍산버스정류장 - 상리1교 - 경상북도청 북부청사 - 상리리 - 수리 - 수곡리 - 증수교 - 회곡리 - 계평리 - 막곡리 - 송야사거리
  - 서후면 송야사거리 - 교리 - 만운교 - 금계리 - 서후초등학교 - 성곡리 - 봉정사삼거리 - 서후 교차로 - 저전교 - 오산 교차로 - (미개설 및 미개통 구간: 오산삼거리)
  - 북후면 (오산리)
  - 와룡면 (이하리 - 이하역입구 - 이하보건진료소 - 태리)

2022년 이전 구간
- 예천군 
  - 호명읍 본포삼거리 - 본포리 - 송곡리 - 백송리 - 호명읍 행정복지센터 - 호명보건지소 - 한알중고등학교 (폐교) - 홍구동삼거리 - 본리교 - 본리
- 안동시
  - 풍산읍 오미리 - 괴정리 - 괴정삼거리 - 괴정교 - (소산2교)

## 중복 구간
- 문경시 영순면 오룡삼거리 ~ 오룡리: 국도 제59호선과 중복
- 예천군 개포면 경진삼거리 ~ 호명읍 본포삼거리: 국도 제28호선과 중복
- 안동시 풍천면 신도시교차로 ~ 풍산읍 도청신도시 교차로: 지방도 제914호선과 중복
- 안동시 서후면 서후 교차로 ~ 오산 교차로: 국도 제5호선과 중복

## 도로명
- 문경시 점촌동 모전오거리 ~ 점촌중앙시장: 중앙로
- 문경시 점촌동 점촌중앙시장 ~ 영순면 영순교 동단: 남산로
- 문경시 영순면 영순교 동단 ~ 오룡삼거리: 영순로
- 문경시 영순면 오룡삼거리 ~ 오룡리: 삼강로
- 예천군 용궁면 향석리 ~ 개포면 경진삼거리: 용개로
- 예천군 개포면 경진삼거리 ~ 지보면 어신리: 예지로
- 예천군 지보면 어신리 ~ 호명읍 금능리: 송평천로
- 예천군 호명읍 금능리 ~ 안동시 풍산읍 도청신도시 교차로: 도청대로
- 안동시 풍산읍 소산2교 ~ 서후면 서후 교차로: 풍산태사로
- 안동시 서후면 서후 교차로 ~ 오산 교차로: 경북대로
- 안동시 서후면 오산삼거리 ~ 와룡면 이하리: 이하오산로